# 1. Bundesliga 2009-10
La 1. Bundesliga 2009-10 fue la 47.ª edición de la Fußball-Bundesliga, la mayor competición futbolística de Alemania. Fue disputado por 18 equipos entre el 7 de agosto de 2009 y el 8 de mayo de 2010.
Bayern de Múnich alcanzó un nuevo campeonato al derrotar como visitante a Hertha Berlín por 3-1 en la última fecha. Con este título, el equipo muniqués alcanzó su vigésimo primera estrella en la Bundesliga, y su vigésimo segundo galardón en la primera división alemana.

## Equipos
| Pos | Descendidos de 1. Bundesliga |
| --- | ---------------------------- |
| 16º | Energie Cottbus              |
| 17º | Karlsruher                   |
| 18º | Arminia Bielefeld            |

| Pos | Ascendidos de 2. Bundesliga |
| --- | --------------------------- |
| 1º  | Friburgo                    |
| 2º  | Maguncia 05                 |
| 3º  | Núremberg                   |

| Equipo                   | Ciudad          | Entrenador             | Estadio               | Aforo  |
| ------------------------ | --------------- | ---------------------- | --------------------- | ------ |
| Bayer Leverkusen         | Leverkusen      | Jupp Heynckes          | BayArena              | 30 210 |
| Bayern de Múnich         | Múnich          | Louis van Gaal         | Allianz Arena         | 69 000 |
| Bochum                   | Bochum          | Dariusz Wosz           | rewirpowerSTADION     | 31 328 |
| Borussia Dortmund        | Dortmund        | Jürgen Klopp           | Signal Iduna Park     | 80 552 |
| Borussia Mönchengladbach | Mönchengladbach | Michael Frontzeck      | Borussia Park         | 54 067 |
| Colonia                  | Colonia         | Zvonimir Soldo         | Estadio Rhein Energie | 50 000 |
| Eintracht Fráncfort      | Fráncfort       | Michael Skibbe         | Commerzbank-Arena     | 51 500 |
| Friburgo                 | Friburgo        | Robin Dutt             | badenova-Stadion      | 24 000 |
| Hamburgo                 | Hamburgo        | Ricardo Moniz          | HSH Nordbank Arena    | 57 000 |
| Hannover 96              | Hannover        | Mirko Slomka           | AWD-Arena             | 49 000 |
| Hertha Berlín            | Berlín          | Friedhelm Funkel       | Olympiastadion        | 74 228 |
| Hoffenheim               | Sinsheim        | Ralf Rangnick          | Rhein-Neckar-Arena    | 30 150 |
| Maguncia 05              | Maguncia        | Thomas Tuchel          | Bruchwegstadion       | 20 300 |
| Núremberg                | Núremberg       | Dieter Hecking         | easyCredit-Stadion    | 46 780 |
| Schalke 04               | Gelsenkirchen   | Felix Magath           | Veltins-Arena         | 61 673 |
| Stuttgart                | Stuttgart       | Christian Gross        | Mercedes-Benz Arena   | 42 101 |
| Werder Bremen            | Bremen          | Thomas Schaaf          | Weserstadion          | 34 400 |
| Wolfsburgo               | Wolfsburgo      | Lorenz-Günther Köstner | Volkswagen-Arena      | 30 000 |

### Cambios de entrenadores
| Equipo        | Entrenador (jornadas)                                                                  |
| ------------- | -------------------------------------------------------------------------------------- |
| Hannover 96   | Dieter Hecking (1-2) Andreas Bergmann (3-18) Mirko Slomka (19-34)                      |
| Bochum        | Marcel Koller (1-6) Frank Heinemann (7-10) Heiko Herrlich (11-32) Dariusz Wosz (33-34) |
| Hertha Berlín | Lucien Favre (1-6) Karsten Heine (7) Friedhelm Funkel (8-34)                           |
| Stuttgart     | Markus Babbel (1-15) Christian Gross (16-34)                                           |
| Núremberg     | Michael Oenning (1-17) Dieter Hecking (18-34)                                          |
| Wolfsburgo    | Armin Veh (1-19) Lorenz-Günther Köstner (20-34)                                        |
| Hamburgo      | Bruno Labbadia (1-32) Ricardo Moniz (33-34)                                            |

### Equipos porEstados federados
| Región                      | N.º | Equipos                                                                                     |
| --------------------------- | --- | ------------------------------------------------------------------------------------------- |
| Renania del Norte-Westfalia | 6   | Bayer Leverkusen, Bochum, Borussia Dortmund, Borussia Mönchengladbach, Colonia y Schalke 04 |
| Baden-Wurtemberg            | 3   | Friburgo, Hoffenheim y Stuttgart                                                            |
| Baja Sajonia                | 2   | Hannover 96 y Wolfsburgo                                                                    |
| Baviera                     | 2   | Bayern de Múnich y Núremberg                                                                |
| Berlín                      | 1   | Hertha Berlín                                                                               |
| Bremen                      | 1   | Werder Bremen                                                                               |
| Hamburgo                    | 1   | Hamburgo                                                                                    |
| Hesse                       | 1   | Eintracht Fráncfort                                                                         |
| Renania-Palatinado          | 1   | Maguncia 05                                                                                 |

## Sistema de competición
Los dieciocho equipos se enfrentaron entre sí bajo el sistema de todos contra todos a doble rueda, completando un total de 34 fechas. Las clasificación se estableció a partir de los puntos obtenidos en cada encuentro, otorgando tres por partido ganado, uno por empatado y ninguno en caso de derrota. En caso de igualdad de puntos entre dos o más equipos, se aplicaron, en el mencionado orden, los siguientes criterios de desempate:
1. Mejor diferencia de goles en todo el campeonato;
2. Mayor cantidad de goles a favor en todo el campeonato;
3. Mayor cantidad de puntos en los partidos entre los equipos implicados;
4. Mejor diferencia de goles en los partidos entre los equipos implicados;
5. Mayor cantidad de goles a favor en los partidos entre los equipos implicados.

Al finalizar el campeonato, el equipo ubicado en el primer lugar de la clasificación se consagró campeón y clasificó a la fase de grupos de la Liga de Campeones de la UEFA 2010-11, junto con el subcampeón; el tercero, por su parte, accedió a los play-offs. A su vez, el equipo ubicado en cuarto lugar clasificó a los play-offs de la Liga Europa de la UEFA 2010-11 junto con el campeón de la Copa de Alemania, mientras que el quinto disputó la tercera ronda previa.
Por otro lado, los equipos que ocuparon los últimos dos puestos de la clasificación —decimoséptima y decimoctava— descendieron de manera directa a la 2. Bundesliga, a la vez que el decimosexto disputó la serie de play-offs de ascenso y descenso ante un equipo de dicha categoría.

## Clasificación
| Pos. | Equipo                   | Pts. | PJ | G  | E  | P  | GF | GC | Dif. | Clasificación 2010-11                  |
| ---- | ------------------------ | ---- | -- | -- | -- | -- | -- | -- | ---- | -------------------------------------- |
| 1    | Bayern de Múnich (C)     | 70   | 34 | 20 | 10 | 4  | 72 | 31 | +41  | Fase de grupos de la Liga de Campeones |
| 2    | Schalke 04               | 65   | 34 | 19 | 8  | 7  | 53 | 31 | +22  | Fase de grupos de la Liga de Campeones |
| 3    | Werder Bremen            | 61   | 34 | 17 | 10 | 7  | 71 | 40 | +31  | Play-offs de la Liga de Campeones      |
| 4    | Bayer Leverkusen         | 59   | 34 | 15 | 14 | 5  | 65 | 38 | +27  | Play-offs de la Liga Europa            |
| 5    | Borussia Dortmund        | 57   | 34 | 16 | 9  | 9  | 54 | 42 | +12  | Play-offs de la Liga Europa            |
| 6    | Stuttgart                | 55   | 34 | 15 | 10 | 9  | 51 | 41 | +10  | Tercera ronda previa de la Liga Europa |
| 7    | Hamburgo                 | 52   | 34 | 13 | 13 | 8  | 56 | 41 | +15  |                                        |
| 8    | Wolfsburgo               | 50   | 34 | 14 | 8  | 12 | 64 | 58 | +6   |                                        |
| 9    | Maguncia 05              | 47   | 34 | 12 | 11 | 11 | 36 | 42 | −6   |                                        |
| 10   | Eintracht Fráncfort      | 46   | 34 | 12 | 10 | 12 | 47 | 54 | −7   |                                        |
| 11   | Hoffenheim               | 42   | 34 | 11 | 9  | 14 | 44 | 42 | +2   |                                        |
| 12   | Borussia Mönchengladbach | 39   | 34 | 10 | 9  | 15 | 43 | 60 | −17  |                                        |
| 13   | Colonia                  | 38   | 34 | 9  | 11 | 14 | 33 | 42 | −9   |                                        |
| 14   | Friburgo                 | 35   | 34 | 9  | 8  | 17 | 35 | 59 | −24  |                                        |
| 15   | Hannover 96              | 33   | 34 | 9  | 6  | 19 | 43 | 67 | −24  |                                        |
| 16   | Núremberg                | 31   | 34 | 8  | 7  | 19 | 32 | 58 | −26  | Promoción por la permanencia           |
| 17   | Bochum                   | 28   | 34 | 6  | 10 | 18 | 33 | 64 | −31  | Descenso de categoría                  |
| 18   | Hertha Berlín            | 24   | 34 | 5  | 9  | 20 | 34 | 56 | −22  | Descenso de categoría                  |

Actualizado a los partidos jugados el 8 de mayo de 2010.
 Fuente: DFB
1. 1 2  Copa de Alemania (CC): El campeón y el subcampeón de la Copa de Alemania 2009-10, Bayern de Múnich y Werder Bremen respectivamente, ya estaban clasificados a la Liga de Campeones 2010-11 como campeón y tercero de la presente Bundesliga. En consecuencia, Borussia Dortmund accedió a los play-offs de la Liga Europa 2010-11 como quinto de la presente Bundesliga, y Stuttgart disputó la tercera ronda previa por haber finalizado en sexta posición.

| Bundesliga                           |
|                                      |
| Campeón Bayern de Múnich 22.º título |

## Resultados
| Local \ Visitante        | BAL | BAY | BOC | BOD | BOM | COL | FRA | FRI | HAM | HAN | HER | HOF | MAI | NUR | SCH | STU | WER | WOL |
| ------------------------ | --- | --- | --- | --- | --- | --- | --- | --- | --- | --- | --- | --- | --- | --- | --- | --- | --- | --- |
| Bayer Leverkusen         | —   | 1–1 | 2–1 | 1–1 | 3–2 | 0–0 | 4–0 | 3–1 | 4–2 | 3–0 | 1–1 | 1–0 | 4–2 | 4–0 | 0–2 | 4–0 | 0–0 | 2–1 |
| Bayern Múnich            | 1–1 | —   | 3–1 | 3–1 | 2–1 | 0–0 | 2–1 | 2–1 | 1–0 | 7–0 | 5–2 | 2–0 | 3–0 | 2–1 | 1–1 | 1–2 | 1–1 | 3–0 |
| Bochum                   | 1–1 | 1–5 | —   | 1–4 | 3–3 | 0–0 | 1–2 | 1–2 | 1–2 | 0–3 | 1–0 | 2–1 | 2–3 | 0–0 | 2–2 | 0–2 | 1–4 | 1–1 |
| Borussia Dortmund        | 3–0 | 1–5 | 2–0 | —   | 3–0 | 1–0 | 2–3 | 1–0 | 1–0 | 4–1 | 2–0 | 1–1 | 0–0 | 4–0 | 0–1 | 1–1 | 2–1 | 1–1 |
| Borussia Mönchengladbach | 1–1 | 1–1 | 1–2 | 0–1 | —   | 0–0 | 2–0 | 1–1 | 1–0 | 5–3 | 2–1 | 2–4 | 2–0 | 2–1 | 1–0 | 0–0 | 4–3 | 0–4 |
| Colonia                  | 0–1 | 1–1 | 2–0 | 2–3 | 1–1 | —   | 0–0 | 2–2 | 3–3 | 0–1 | 0–3 | 0–4 | 1–0 | 3–0 | 1–2 | 1–5 | 0–0 | 1–3 |
| Eintracht Fráncfort      | 3–2 | 2–1 | 2–1 | 1–1 | 1–2 | 1–2 | —   | 2–1 | 1–1 | 2–1 | 2–2 | 1–2 | 2–0 | 1–1 | 1–4 | 0–3 | 1–0 | 2–2 |
| Friburgo                 | 0–5 | 1–2 | 1–1 | 3–1 | 3–0 | 0–0 | 0–2 | —   | 1–1 | 1–2 | 0–3 | 0–1 | 1–0 | 2–1 | 0–0 | 0–1 | 0–6 | 1–0 |
| Hamburgo                 | 0–0 | 1–0 | 0–1 | 4–1 | 2–3 | 3–1 | 0–0 | 2–0 | —   | 0–0 | 1–0 | 0–0 | 0–1 | 4–0 | 2–2 | 3–1 | 2–1 | 1–1 |
| Hannover 96              | 0–0 | 0–3 | 2–3 | 1–1 | 6–1 | 1–4 | 2–1 | 5–2 | 2–2 | —   | 0–3 | 0–1 | 1–1 | 1–3 | 4–2 | 1–0 | 1–5 | 0–1 |
| Hertha Berlín            | 2–2 | 1–3 | 0–0 | 0–0 | 0–0 | 0–1 | 1–3 | 0–4 | 1–3 | 1–0 | —   | 0–2 | 1–1 | 1–2 | 0–1 | 0–1 | 2–3 | 0–0 |
| Hoffenheim               | 0–3 | 1–1 | 3–0 | 1–2 | 2–2 | 0–2 | 1–1 | 1–1 | 5–1 | 2–1 | 5–1 | —   | 0–1 | 3–0 | 0–0 | 1–1 | 0–1 | 1–2 |
| Mainz 05                 | 2–2 | 2–1 | 0–0 | 1–0 | 1–0 | 1–0 | 3–3 | 3–0 | 1–1 | 1–0 | 2–1 | 2–1 | —   | 1–0 | 0–0 | 1–1 | 1–2 | 0–2 |
| Núremberg                | 3–2 | 1–1 | 0–1 | 2–3 | 1–0 | 1–0 | 1–1 | 0–1 | 0–4 | 0–2 | 3–0 | 0–0 | 2–0 | —   | 1–2 | 1–2 | 2–2 | 0–2 |
| Schalke 04               | 2–2 | 1–2 | 3–0 | 2–1 | 3–1 | 2–0 | 2–0 | 0–1 | 3–3 | 2–0 | 2–0 | 2–0 | 1–0 | 1–0 | —   | 2–1 | 0–2 | 1–2 |
| Stuttgart                | 2–1 | 0–0 | 1–1 | 4–1 | 2–1 | 0–2 | 2–1 | 4–2 | 1–3 | 2–0 | 1–1 | 3–1 | 2–2 | 0–0 | 1–2 | —   | 0–2 | 3–1 |
| Werder Bremen            | 2–2 | 2–3 | 3–2 | 1–1 | 3–0 | 1–0 | 2–3 | 4–0 | 1–1 | 0–0 | 2–1 | 2–0 | 3–0 | 4–2 | 0–2 | 2–2 | —   | 2–2 |
| Wolfsburgo               | 2–3 | 1–3 | 4–1 | 1–3 | 2–1 | 2–3 | 3–1 | 2–2 | 2–4 | 4–2 | 1–5 | 4–0 | 3–3 | 2–3 | 2–1 | 2–0 | 2–4 | —   |

## Play-off de ascenso y descenso
Los horarios corresponden al huso horario de Alemania (Hora central europea): UTC+2 en horario de verano.
| 13 de mayo de 2010, 20:30 | Núremberg  | 1:0 (0:0) | Augsburgo | easyCredit-Stadion, Núremberg                            |                                                          |
|                           | Eigler 84' | Reporte   |           | Asistencia: 40 509 espectadores Árbitro(s): Babak Rafati | Asistencia: 40 509 espectadores Árbitro(s): Babak Rafati |

| 16 de mayo de 2010, 18:00 | Augsburgo | 0:2 (0:1) | Núremberg                               | Impuls Arena, Augsburgo                                  |                                                          |
|                           |           | Reporte   | Gündoğan 34' · Choupo-Moting 63' (pen.) | Asistencia: 30 660 espectadores Árbitro(s): Manuel Gräfe | Asistencia: 30 660 espectadores Árbitro(s): Manuel Gräfe |

Núremberg se aseguró la permanencia en la 1. Bundesliga con un marcador global de 3-0.

## Estadísticas

### Máximos goleadores
| Pos. | Jugador         | Equipo            | Goles |
| ---- | --------------- | ----------------- | ----- |
| 1    | Edin Džeko      | Wolfsburgo        | 22    |
| 2    | Stefan Kießling | Bayer Leverkusen  | 21    |
| 3    | Lucas Barrios   | Borussia Dortmund | 19    |
| 4    | Kevin Kurányi   | Schalke 04        | 18    |
| 5    | Claudio Pizarro | Werder Bremen     | 16    |
| 6    | Arjen Robben    | Bayern de Múnich  | 16    |
| 7    | Cacau           | Stuttgart         | 13    |
| 8    | Thomas Müller   | Bayern de Múnich  | 13    |
| 9    | Vedad Ibišević  | Hoffenheim        | 12    |
| 10   | Albert Bunjaku  | Núremberg         | 12    |
| 11   | Eren Derdiyok   | Bayer Leverkusen  | 12    |